# Bronka Nowicka
Bronka Nowicka, eigentlich Bronisława Nowicka (* 17. November 1974 in Radomsko) ist eine polnische Regisseurin, Drehbuchautorin und Dichterin. 2016 erhielt sie den Nike-Literaturpreis für ihren in einer „poetisierenden Prosa“ verfassten Gedichtband Nakarmić kamień, in dem aus der Perspektive eines Kindes die Ordnung der Erwachsenenwelt in Frage gestellt und anhand von 40 Texten zu Alltagsgegenständen das Verhältnis zwischen Mensch und Ding thematisiert wird.

## Leben
Nowicka absolvierte die Staatliche Hochschule für Film, Fernsehen und Theater Łódź und Akademie der Bildenden Künste Krakau. 2002 wurde ihre Filmetüde Tristis aus dem Jahr 2001 auf den internationalen Festivals an den Filmhochschulen München und Bologna ausgezeichnet.
2005 führte sie Regie für Opowieści o zwyczajnym szaleństwie (Geschichten des alltäglichen Wahnsinns) von Petr Zelenka am Stefan-Jaracz-Theater in Olsztyn, 2006 für Światła miasta (Shining City) von Conor McPherson am Studio-Theater in Warschau, 2007 für Człowiek-śmietnik (Der Mülltonnenmensch) von Matei Vișniec am Stefan-Jaracz-Theater und 2009 für Patrz, słońce zachodzi (Schau, da geht die Sonne unter) von Sibylle Berg am Teatr im. Adama Mickiewicza in Częstochowa. Für den Fernsehsender TVN führte sie bei der Sendung Superniania (Die Super Nanny) von 2006 bis 2007 Regie.
2015 erschien ihr erster Gedichtband Nakarmić kamień, für den sie 2016 den Nike-Literaturpreis und den Preis des Ogólnopolski Konkurs Literacki „Złoty Środek Poezji“ erhielt. 2017 erschien eine Neuauflage dieses Bandes unter dem Titel Nakarmić kamień. Obrazy rzeczy, die um Fotografien der thematisierten Alltagsgegenstände ergänzt wurde.

## Werke
- Nakarmić kamień, 2015;
- Nakarmić kamień. Obrazy rzeczy, 2017